# GBAケーブル
GBAケーブル（ジービーエーケーブル）は、ニンテンドー ゲームキューブの周辺機器である。ゲームボーイアドバンスと接続をして連動プレイをするのに使用する。価格は1,400円（税別）。

## 概要
ゲームキューブ（以下「GC」）のコントローラ端子と、ゲームボーイアドバンス（以下「GBA」）の通信端子を接続し、対応しているソフトのデータを一方的あるいは相互的に連動させることができる。GBAソフトを使わずに、GBA本体とのデータ通信も可能である。
スーパーゲームボーイのように、GBAソフトをテレビ画面で遊ぶための装置として使用することはできない。GC上でGBAソフトをプレイするにはゲームボーイプレーヤーを使用する必要がある（ただしGBAケーブルで接続したGBAを、ゲームボーイプレーヤー用のコントローラとして使用する事は可能）。

### 次世代ゲーム機での対応
- ゲームキューブ側 - GCと上位互換性があるWiiでも使用可能。ただしWii U・Nintendo Switch・Nintendo Switch（有機ELモデル）ではGCの上位互換性を取り除いたため、ニンテンドーゲームキューブコントローラ接続タップに接続しても、使用できない。
- ゲームボーイアドバンス側 - コネクタの形状から、ゲームボーイアドバンスとゲームボーイアドバンスSPのみ対応。ゲームボーイミクロには対応していない。ニンテンドーDSではそもそも通信ケーブル接続コネクタが無いため物理的に使用できない。

## 使用方法

### ソフト同士の連携
GCソフトとGBAソフトのプレイデータを連携させることができる。例を挙げると、GBAソフトで育てたキャラクターのデータをGCソフトに送り込んだり、あるいは逆にGCソフトのキャラクターをGBAソフトに送り込む等の連動が可能である。
また、GBAに接続したカードeリーダー+と連動させることもできる。GCソフト専用のカードe+から読みとったデータをGCソフトに送り込むことができる。

### ジョイキャリー
GCソフトからGBA本体のメモリに、ゲームソフトなどのデータをダウンロードすることができる。これをジョイキャリーと呼ぶ。この場合はGBAソフトは不要である。一度ダウンロードしたデータは、ケーブルを外してもGBAの電源を切るまで保持される。ダウンロードしてプレイしたゲームの成果を元のGCソフトに反映させることも可能。
月刊任天堂店頭デモでは、この機能を利用してGBAソフトの体験版を配信していた。

### コントローラ
一部のGCソフトでは、このケーブルで繋いだGBA本体をコントローラとして使用することができる。ボタン数などでは本来のコントローラに劣るものの、テレビ画面とは別にGBA本体の画面を利用できるのが特徴で、上記のようなGBAソフトとの連携とこの機能の併用も可能である。

## 主な対応ソフト
併記しているゲームについてはそのソフト同士で連携できることを示している。詳細については各項目を参照。
- くるりんスカッシュ!
- ゼルダの伝説 4つの剣+
- ゼルダの伝説 風のタクト
- どうぶつの森シリーズ
- NINTENDOパズルコレクション
- パックマンvs.
- 牧場物語 ワンダフルライフ・牧場物語 ミネラルタウンのなかまたち
- バトル封神・マジカル封神
- ファイナルファンタジー・クリスタルクロニクル
- ポケモンボックス ルビー&サファイア
- ポケモンコロシアム
- ポケモンXD 闇の旋風ダーク・ルギア
- ボンバーマンランド2 ゲーム史上最大のテーマパーク
- マリオゴルフファミリーツアー・マリオゴルフGBAツアー
- あつまれ!!メイドインワリオ（コントローラの代わりとして使用）
- メトロイドプライム・メトロイドフュージョン
- ロックマンX COMMAND MISSION
- ゲームボーイプレーヤー（コントローラの代わりとして使用）

## その他
- GBAケーブル以前に、NINTENDO 64とゲームボーイカラーを接続する64GBケーブルが発表されていたが開発中止となった。こちらはゲームボーイに差した専用のカートリッジと64のコントローラ端子を繋ぐ。
- 通信ケーブルと同じように、互換品が純正品の価格を下回ることも多い。
- 対応ソフトの中には本品を同梱したセット販売がされたものもあり、ゲーム販売店において本品単独よりも同梱版の方が安い値段を付けられているケースが多く見かけられた。同梱版も単品版も同じ製品なので、同梱されたソフト以外でも問題なく使用可能。